# Sint-Martinuskerk (Much)
De Sint-Martinuskerk is de rooms-katholieke parochiekerk van Much, (Rhein-Sieg-Kreis) in Noordrijn-Westfalen.

## Geschiedenis
Een document uit 1131 van Paus Innocentius II maakte voor het eerst vermelding van de kerk. In dit document werd bevestigd dat de kerk van Much tot het bezit van het Cassius-Stift te Bonn werd gerekend.
In de 12e en 13e eeuw werd een drieschepige romaanse basiliek opgericht, waarvan de toren en het kerkschip bewaard zijn gebleven. In de 15e eeuw werden het noordelijke zijschip, het middenschip en het laatgotische koor vergroot. De zijbeuken kregen in de 18e en 19e eeuw een barokke inrichting. Eind 19e eeuw werd het zuidelijke koor in neogotische stijl verbouwd.
De jaren 1952-1964 stonden in het teken van een omvangrijke restauratie; de kerk werd voorzien van het huidige roodkleurige stucwerk en er werd een nieuwe sacristie aangebouwd.

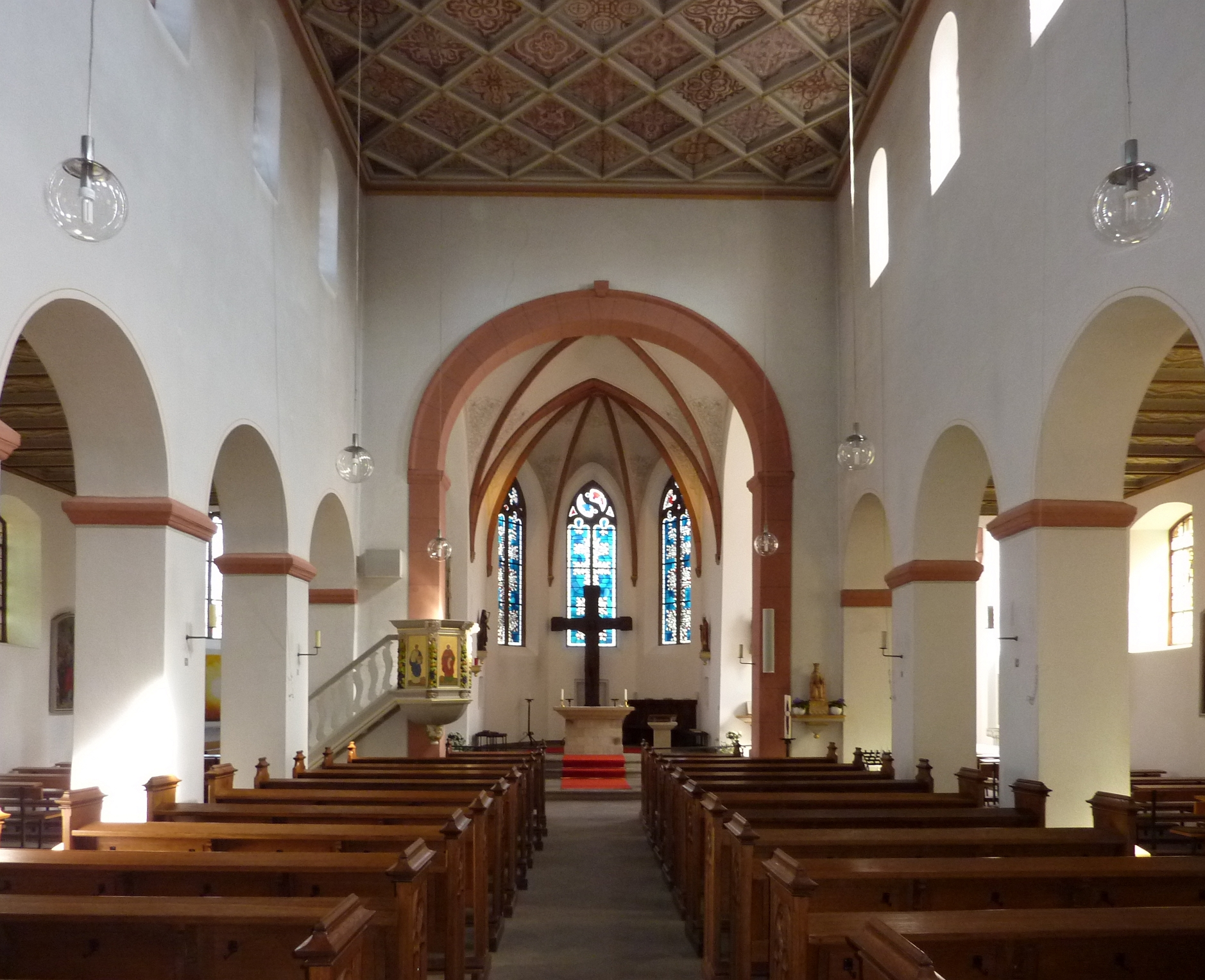
Interieur

## Interieur
Noemenswaardig zijn in het bijzonder:
- een houten kruis uit de late 13e eeuw;
- de barokke preekstoel;
- een romaans doopvont.